# Elvis on Tour
Elvis on Tour è un film documentario musicale del 1972 diretto da Robert Abel e Pierre Adidge, basato sulla vita di Elvis Presley durante una tournée negli Stati Uniti dell'aprile 1972.
Fu il trentatreesimo ed ultimo film di Elvis Presley prima della sua morte nel 1977.

## Trama
Il film segue Presley nel corso di un tour statunitense che coinvolse quindici città nell'aprile 1972.
Sono presenti anche numerosi estratti di immagini di repertorio di Presley agli inizi di carriera e parte di una intervista di quaranta minuti nella quale Elvis parla della sua vita e della sua carriera, rilasciata poco tempo prima dell'inizio delle riprese del film.

## Produzione

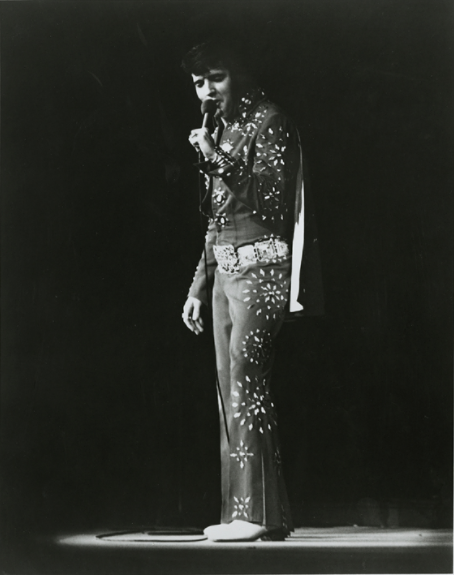
Elvis in concerto nel 1973

Il titolo provvisorio del film fu inizialmente Sold Out e poi Standing Room Only, e venne anche programmata la pubblicazione di un album discografico contenente la colonna sonora del film con questo titolo, ma il progetto non si concretizzò mai.
Tra quelli che collaborarono alla pellicola ci furono anche un giovane Martin Scorsese, che supervisionò il montaggio delle sequenze, e David Draper, ex Mr. Universo.

## Concerti filmati perElvis on Tour
- The Coliseum, Hampton Roads, Virginia, 9 aprile 1972, show serale
- The Coliseum, Richmond, Virginia, 10 aprile 1972
- The Coliseum, Greensboro, North Carolina, 14 aprile 1972, show serale
- Convention Center, San Antonio, Texas, 18 aprile 1972

Altre città nelle quali furono effettuate riprese (ma non di concerti) inclusero Roanoke (Virginia), Knoxville, e Dayton (Ohio).

## Brani eseguiti nel film
- Johnny B. Goode (durante i titoli di testa. Nella versione DVD/Blu-ray è stata rimpiazzata da una versione dal vivo di Don't Be Cruel.)
- Also sprach Zarathustra
- See See Rider
- Polk Salad Annie
- Separate Ways (versione inedita in studio.)
- Proud Mary
- Never Been to Spain
- Burning Love
- For the Good Times (accennata da Elvis in maniera informale dopo un concerto mentre è nella sua limousine.)
- Don't Be Cruel (esecuzione del 1956 all'Ed Sullivan Show.)
- Ready Teddy (esecuzione del 1956 all'Ed Sullivan Show.)
- That's All Right (registrazione originale Sun Records)
- The Lighthouse (eseguita da Elvis, J.D. Sumner, & The Stamps Quartet durante una jam session gospel informale.)
- Lead Me, Guide Me (eseguita da Elvis, J.D. Sumner, & The Stamps Quartet durante una jam session gospel informale.)
- Bosom of Abraham (eseguita da Elvis, J.D. Sumner, & The Stamps Quartet durante una jam session gospel informale.)
- Love Me Tender
- I, John (cantata in maniera informale da Elvis, J.D. Sumner, The Stamps Quartet, e The Sweet Inspirations durante le prove.)
- Bridge Over Troubled Water
- Funny How Time Slips Away
- An American Trilogy
- Mystery Train (Original Sun recording.)
- I Got a Woman/Amen
- A Big Hunk O' Love
- You Gave Me a Mountain
- Sweet, Sweet Spirit (eseguita sul palco da J.D. Sumner & The Stamps Quartet)
- Lawdy, Miss Clawdy
- Can't Help Falling In Love
- Closing Vamp (eseguita da TCB Band & Joe Guercio Orchestra.)
- Memories (titoli di coda)